# Karel Boleslav Jirák

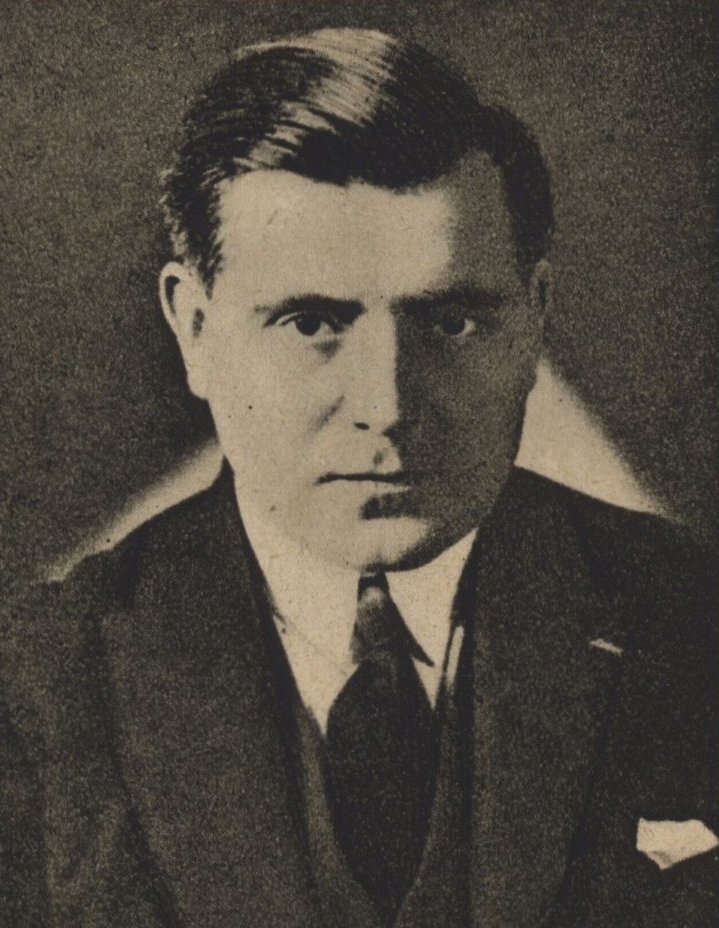
Karel Boleslav Jirák

Karel Boleslav Jirák (auch: Karel Bohuslav Jirák) (* 28. Januar 1891 in Prag; † 30. Januar 1972 in Chicago) war ein tschechischer Komponist und Dirigent.
Jirák war Schüler von Josef Bohuslav Foerster und Vítězslav Novák an der Karls-Universität Prag und der Musikakademie Prag. Von 1915 bis 1918 war er Kapellmeister der Hamburger Oper und wirkte von 1918 bis 1919 ebenfalls als Dirigent am National Theater in Brünn und Mährisch Ostrau. Von 1920 bis 1930 war er Kompositionslehrer am Prager Konservatorium, danach bis 1945 Chefdirigent des Tschechischen Rundfunks. 
1947 emigrierte er in die USA, wo er von 1948 bis 1967 Professor an der Roosevelt University in Chicago war. 1967 wurde er, ebenfalls in Chicago,  Kompositionslehrer am Conservatory College. Diese Position behielt er bis 1971.
Jirák komponierte eine Oper (Apollonius z Tyany (Apollonius von Tyana), später unter dem Titel Žena a Bůh (Eine Frau und ein Gott) 1912–13), sechs Sinfonien, sinfonische Variationen, 1952 ein Symphonic Scherzo for Band, op. 65a, Suiten und Ouvertüren, zahlreiche kammermusikalische Werke, Präludien, Fugen und eine Suite für Orgel, ein Requiem, Chöre, Liederzyklen und Volksliedbearbeitungen. Seine Schrift Theorie der Musikalischen Form erschien in mehreren Auflagen.